# Ragnhild Magerøy
Ragnhild Elbjørg Magerøy, née le 9 juillet 1920 à Fræna (Norvège) et morte le 16 novembre 2010 à Tønsberg (Norvège), est une femme de lettres norvégienne. Elle remporte le prix Dobloug en 1975.

## Jeunesse
Née Ragnhild Elbjørg Magerøy en juillet 1920, elle est la plus jeune fille des six enfants d'un chanteur d'église, Arnt Martin Magerøy (1879-1953) et de sa femme, Ragna Olea Kvalø (1883-1960).

## Carrière
En 1957, Magerøy sort son premier roman, Gunhild, le premier de ce qui deviendra une trilogie sur trois générations féminines d'une même famille dans la campagne du XIXe siècle. Ce premier ouvrage est suivi de Forbannet kvinne en 1958 et Kjærligheten spør ikke en 1960. Le premier tome est remarqué à sa sortie de par la façon très ouverte dont sont dépeints les désirs érotiques féminins.
Son œuvre majeure est la trilogie sur Unn Munansdatter composée de De som dro sudr (1979), Den lange vandringen (1980) et Jorsal (1982) qui s'inspire de son propre pèlerinage en Terre sainte.
Plusieurs fois réédités en Norvège, ses romans contribuent à l'intérêt du public pour les romans historiques dans les années 1960 et 1970.
Elle reçoit le prix Dobloug en 1975.

## Œuvres
Ragnhild Magerøy s'intéresse principalement au Moyen Âge norvégien et sur les petites gens qui y vivaient. Parmi les personnages historiques qui l'ont poussé vers ce sujet, on trouve la reine Gunhild Kongemor (910-980), souvent décrite comme avide de pouvoir.

### Romans
- Gunhild, 1957
- Forbannet kvinne, 1958
- Kjærligheten spør ikke, 1960
- Lengsel, men ingen vinge, 1962
- Dronning uten rike, 1966
- Mens nornene spinner, 1969
- Himmelen er gul, 1970
- Nikolas, 1972
- Kvassere enn sverdet, 1974
- Baglerbispen, 1976
- De som dro Sudr, 1979
- Den lange vandringen, 1980
- Jorsal, 1982
- Den hvite steinen, 1995
- Hallfrid, 1997

### Nouvelles et essais
- Miriams kilde, 1985
- Risens hjerte og andre fortellinger, 1987
- Spotlight på sagaen, 1991
- Det var en gang – Vesterhavs. Mellom linjene i historien, 1999
- Tussmørkefabler og sannferdige eventyr, 2003